# استات سرب (IV)
استات سرب(IV) (به انگلیسی: Lead(IV) acetate) با فرمول شیمیایی Pb(C2H3O2)4 یک ترکیب شیمیایی با شناسه پاب‌کم 11025 است. که جرم مولی آن 443.376 g/mol می‌باشد. شکل ظاهری این ترکیب، بلورهای بی رنگ یا صورتی است.